# Ready to Live a Lie
Ready to Live a Lie è il quinto album in studio del duo  synthpop svedese Sally Shapiro. È stato pubblicato il 30 maggio 2025 tramite Italians Do It Better.

## Contesto
Pubblicato tre anni dopo Sad Cities del duo nel 2022, Ready to Live a Lie è la loro seconda uscita con l'etichetta Italians Do It Better.
L'album è stato mixato dal co-fondatore dell'etichetta, Johnny Jewel, e da Agebjörn del duo. Descritto come "l'album più oscuro del duo finora", è incentrato sul frontman, conosciuta anche con lo stesso nome, e sulla sua lotta con problemi personali che coinvolgono relazioni e solitudine. 
The Other Days è stato pubblicato come singolo l'11 marzo 2025. È stato seguito dal secondo singolo Did You Call Tonight, uscito il 1 maggio 2025.

## Tracce
1. The Other Days – 4:12 (Johan Agebjörn, Roger Gunnarsson, Mikael Ögren)
2. Hard to Love – 4:51 (Agebjörn, Elizabeth Morphew)
3. Rent – 5:37 (Neil Tennant, Chris Lowe)
4. Purple Colored Sky – 4:48 (Agebjörn)
5. Happier Somewhere Else – 3:46 (Agebjörn)
6. Guarding Shell – 5:20 (Agebjörn)
7. Hospital – 3:03 (Gunnarsson)
8. Did You Call Tonight – 4:40 (Agebjörn, Gunnarson, Sally Shapiro, Ögren)
9. Oh Carrie – 3:21 (Agebjörn, Gunnarson)
10. He's Not You – 4:13 (Agebjörn, Gunnarson)
11. Rain – 5:02 (Agebjörn, Miranda Gjerstad)